# Tete Goenaai
Tete Goenaai is een bestuurslaag in het regentschap Nias van de provincie Noord-Sumatra, Indonesië. Tete Goenaai telt 639 inwoners (volkstelling 2010).